# Czesław Krulisch
Czesław Władysław Krulisch (ur. 14 lipca 1912 w Sękowej, zm. 23 lutego 1997 w Warszawie) – polski szachista, sędzia i działacz szachowy. Uczestnik powstania warszawskiego.
Jako szachista i działacz związany był ze środowiskiem warszawskim. Trzykrotnie zdobył medale drużynowych mistrzostw Polski, reprezentując Warszawę (1948 – brąz), „Ogniwo” Warszawa (1953 – złoto) i „Legion” Warszawa (1965 – srebro). W latach 1947, 1949 i 1950 trzykrotnie uczestniczył w turniejach półfinałowych mistrzostw Polski, nie zdobywając awansu do finału.
W latach 1946–1949 pełnił funkcję sekretarza generalnego Polskiego Związku Szachowego, natomiast w latach 1950–1951 był prezesem PZSzach, a następnie wiceprezesem sekcji szachów Głównego Komitetu Kultury Fizycznej. W zarządzie związku zasiadł ponownie w latach 1970–1973. W 1988 r. otrzymał tytuł Honorowego Członka Polskiego Związku Szachowego.